# Aseroe rubra

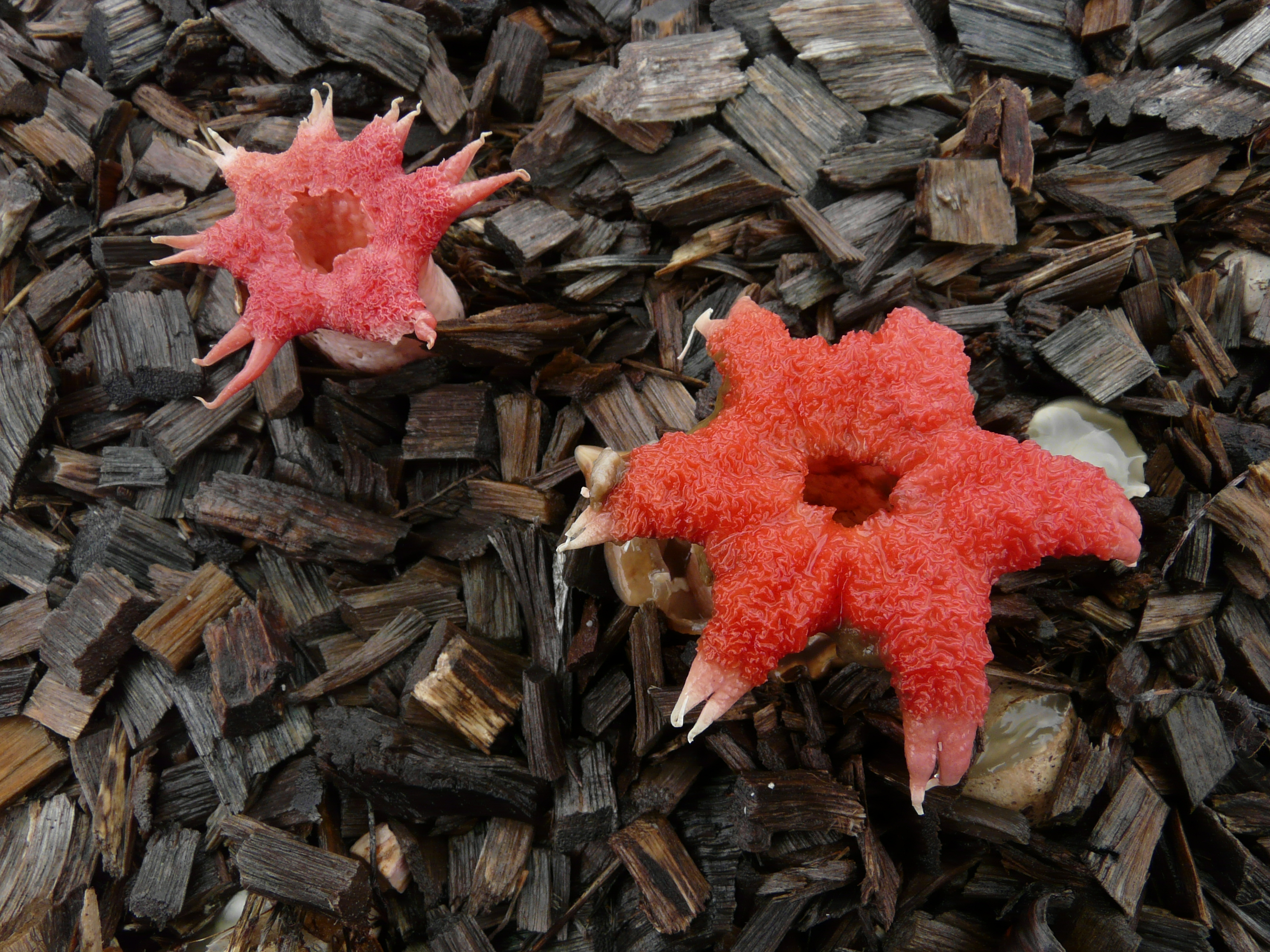
Due giovani Aseroë rubra, nel Parco Nazionale Springbrook, Australia

L'Aseroë rubra (Aseroë rubra, Persoon, Labill.1800), noto come satirione o fungo attinia, è un fungo basidiomycete comune e diffuso nel continente australiano, riconoscibile per il suo cattivo odore e la sua forma che a maturità ricorda l'attinia. Sorretto da un gambo bianco, ha la forma di una stella rossa coperta da una bava brunastra molto attraente per gli insetti che ne diffondono le spore. Si trova nella pacciamatura, nei prati, nei giardini, negli areali erbosi in genere.
Il fungo è presente principalmente in Australia orientale e meridionale, tuttavia si è diffuso in Europa e nel Nord America grazie a scambi involontari di spore.

## Etimologia
Dal latino Rubra, rosso, per il colore delle braccia.
Il nome deriva anche dai tentacoli.
È stato il primo fungo australiano descritto formalmente, fu classificato in Tasmania nel 1800 dal botanico francese Jacques Labillardière, secondo alcuni il nome scientifico deriva dal greco antico Asē/αση, disgustoso, e roē/ροη, succo.

## Tassonomia e storia
Il primo fungo formalmente descritto come Aseroë rubra, così battezzato dal botanico francese Jacques Labillardière, è stato trovato nel 1800 nel sud della Tasmania. Il nome botanico deriva dalle parole greche Asē/αση 'disgusto' e roē/ροη 'succo' e dal latino ruber 'rosso'. Fa parte della famiglia delle Phallaceae anche se collocato da alcuni micologi nella famiglia delle Clathraceae. Come queste infatti avvolge le sue spore in una bava viscida brunastra che puzza di feci o carogne per attrarre gli insetti, diffusori aerei formidabili della specie.

## Volva
Il primordio appare come una struttura a forma di uovo, detta volva biancastro e parzialmente interrato di circa 3 cm di diametro (1¼ del totale), biancastro con sfumature giallognole, con all'interno uno strato gelatinoso e al centro l'abbozzo bianco-rosa del carpoforo che si apre ben presto in un gambo cavo bianco con braccia rossastre che spuntano e si sviluppano ad un'altezza di circa 10 centimetri. Quando matura diventa lungo fino a 8 centimetri e può contenere 6-10 bracci con 2 piccole diramazioni.

### Corpo fruttifero
Il corpo fruttifero di questo particolarissimo fungo è un disco centrale che si espande con dei bracci (che partono dal cappello, si diradano in due altri piccoli braccini e si dispongono in cerchio rispetto al centro) in cui vi è una mucillagine contenente le spore. Diventa a forma di stella quando matura. Il colore dei bracci è solitamente rosso o il rosa anche se in rarissimi casi si sono riscontrati anche il giallo, l'arancione, il rosso-arancio ed addirittura il bianco (nei funghi albini). I bracci (che spesso hanno punta arricciata) hanno una membrana rossa rugosa e striata. Il centro del cappello è rosso da giovane e bruno-marrone da adulto. La gleba è contenuta alla base dei bracci ed è di colore verde-marrone. Matura in una forma a stella con 6-10 braccia lunghe circa da 3,5 a 7,5 cm di lunghezza misurata dal centro e larghe meno di un centimetro dalla base. Ogni braccio si divide in due appendici a forma di tentacolo. La sommità del fungo è coperta da una massa viscosa bruno-olivastra o gleba, che odora di carne putrefatta. Alla base del gambo presenta una volva a forma di coppa, residuo dell'ovulo originale.

### Imenio
Gleba rossa da giovane, verde oliva scura-marrone e brillante da vecchia, mucillaginosa, a forma di piccoli tentacoli, fedida, viscida, come squagliata, molle e disposta nella parte centrale del carpoforo e un poco sulla base delle braccia, anche se può coprirle del tutto o quasi (il fungo può alzarsi di un decimetro dal terreno). A volte degli insetti, attirati dalla gleba, depositano le proprie uova all'interno del buco o del fungo stesso, in modo che le piccole larve abbiano il cibo necessario. 

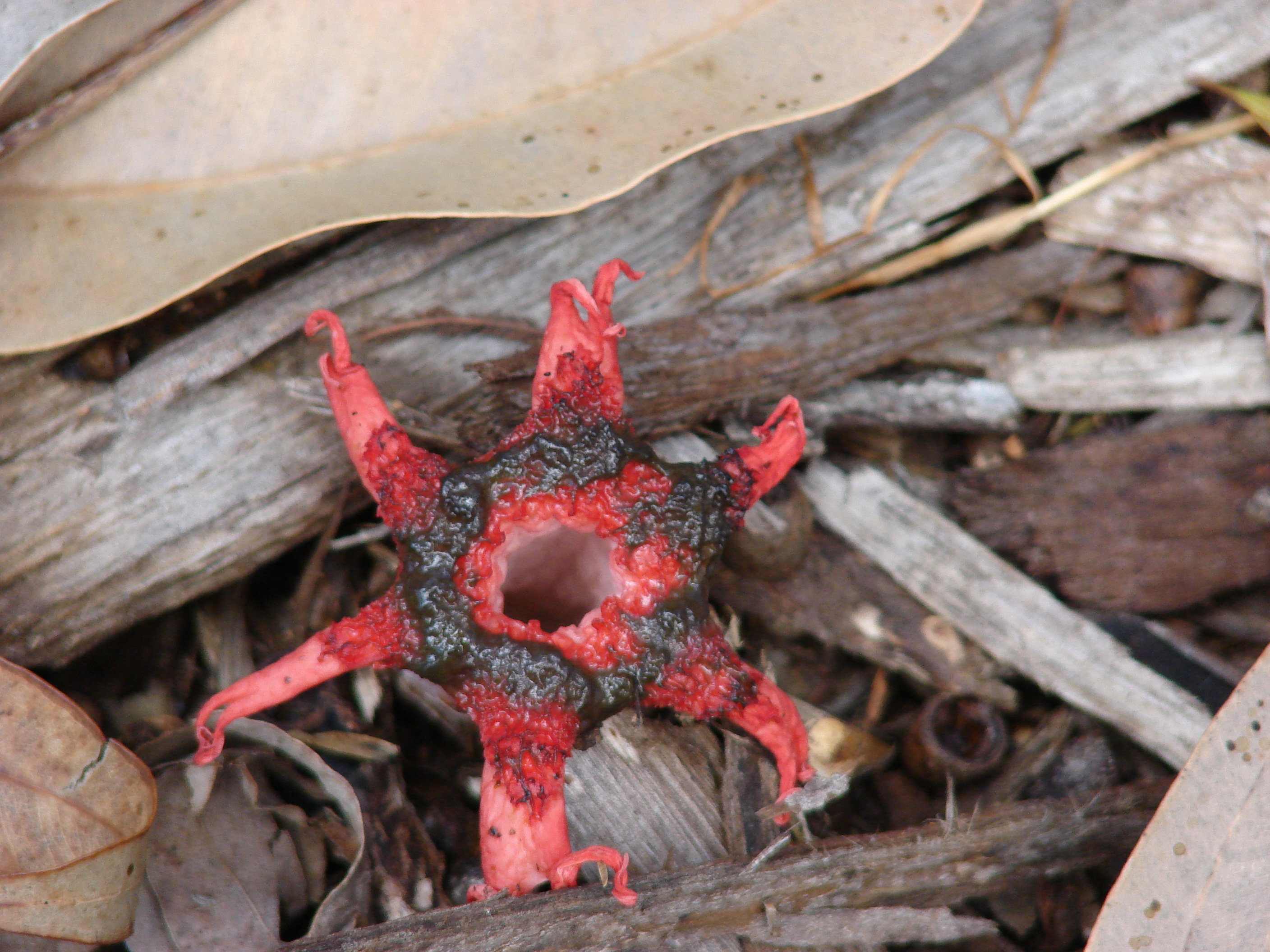
Esemplare di Aseroe rubra maturo

### Gambo
Questo fungo ha il gambo bianco, striato (a volte con macchioline marroni), lungo circa 8 centimetri che a maturità diventerà rosa, cavo internamente (non sempre, a volte il cappello la chiude) quando matura (o direttamente da giovane). La base è gelatinosa e flaccida, si espande in contemporanea ai bracci. Può essere rigata di blu-azzurro. Sia l'interno, il gambo, i bracci con la loro gleba, il centro e la gleba stessa sono rugosi. Nella parte inferiore può rimanere un resto del velo detto volva. Sulla parte inferiore dei bracci e intorno al centro ci può essere della gleba sterile che rimane rossa e squamosa.

## Micelio
Questo fungo ha micelio bianco o giallognolo.

### Carne
La carne di questo particolarissimo fungo è bianca nel gambo immaturo e rosa in quello adulto e vecchio, nelle ife è bianco-giallastra mentre nel cappello ed all'attaccatura è rossa. Fragile, elastica, non cessante, questo fungo ha carne virante lievemente al blu al tatto, allo sfregamento o al danneggiamento. Non si conoscono notizie sul sapore della carne in quanto nessuno ha mai assaggiato questo fungo. Non si conoscono reazioni chimiche.

### Odore
Questo fungo emana un odore nauseante, derivato dalla gleba, come di carne putrida.

## Microscopia

### Spore
Questo fungo ha spore di 5.5-6.5 x 2-3 µm cilindriche, lisce, inglobate nella gleba sporata oliva-marrone. Spore di colore bianco-giallo.
Le spore vengono disperse da insetti, lumache e chiocciole attratte dall'odore fetido che emana la gleba. Queste spore vanno con la speranza di nascere in un nuovo areale.
Non è raro vedere questo fungo invaso da mosche che lo divorano interamente.
Molte spore si trovano nelle feci o nelle carogne di animali che attraggono gli insetti che spargono queste ultime.

## Habitat e distribuzione
Su terreno umido con detriti legnosi marcescenti (fungo saprotrofo), nelle regioni tropicali o sub-tropicali nei prati e boschi alpini e sub-alpini. È comparsa (probabilmente trasportata) nei Royal Botanic Gardens di Kew nel 1829 ed in tutta la California ed il Nord America.
In occidente vi è arrivato tramite trasporto involontario delle spore tramite terra e materiali organici. Più comune nelle serre ma comunque rarissimo, è presente nei giardini, nei campi coltivati a graminacee (i lawns), nelle aree coltivate in genere e nei ceppi degli alberi. Nella Victoria questo fungo occupa quasi esclusivamente areali alpini, in Tasmania si limita nei siti del nord. E comune in Africa tropicale, Australia, Oceania e altri areali tropicali. È presente anche nella Carolina del Sud e nelle isole del pacifico.
Questo fungo abbastanza comune vive in varie aree dell'Australia dal sud-est Queensland, il Nuovo Galles del Sud e l'oriente della Victoria, Queensland, Nuovo Galles del Sud a e Tasmania. Si trova inoltre da un lato all'altro delle isole dell'Oceano pacifico. È saprofita, predilige residui legnosi o pacciamature ed è pertanto facile trovarlo nei giardini o in prossimità di piantumazioni ornamentali. Si può trovare anche nelle distese erbose montane e nei boschi, negli areali alpini o sub alpini.
Dal suo habitat originario si è diffuso in altre parti del mondo insieme a zolle o terriccio da giardinaggio: è stato documentato lo sviluppo su terreno trasportato dall'Australia in una serra a Kew Gardens nel 1829 e successivamente in California.

## Commestibilità
Probabilmente commestibile allo stato di ovulo ma immangiabile per l'odore nauseante ed il sapore viscido.
Tuttavia, secondo voci non confermate, in alcune nazioni dell'Europa viene consumato senza problemi allo stato di "ovolo" e privato del peridio gelatinoso.

## Sottospecie di Aseroë rubra
- A. rubra Labill
- A. rubra bogoriensis Pat.
- A. rubra var. brasiliensis Ulbr.
- A. rubra junghuhnii
- A. rubra muelleriana E.
- A. rubra Labill.
- A. rubra typica E.
- A. rubra zeylanica
- A. rubra typica Sacc.
- A. rubra pentactina
- A. rubra actinobola
- A. rubra muelleriana

## Sinonimi e binomi obsoleti

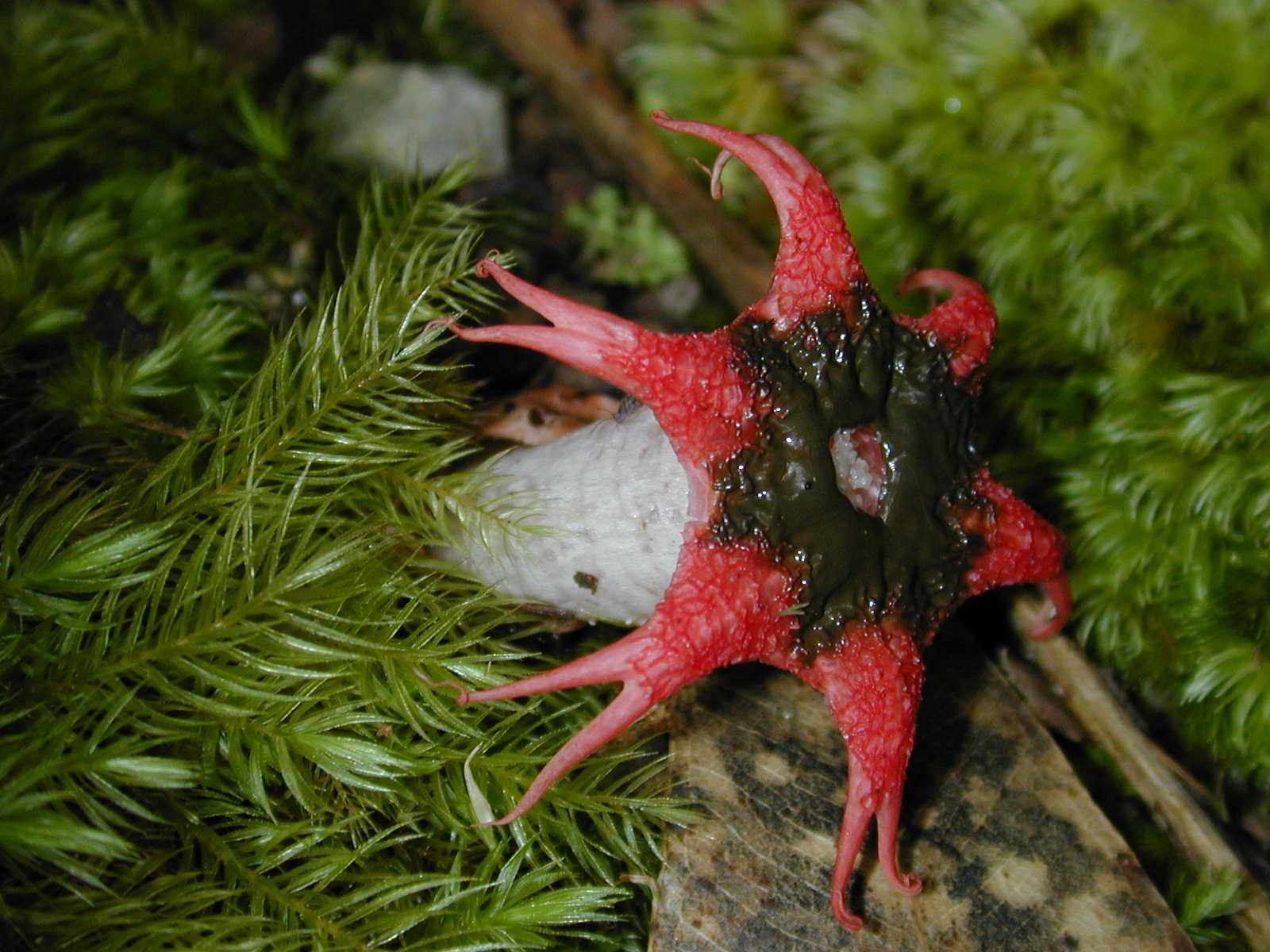
Un esemplare maturo di fungo

Aseröe rubra.

## Nomi comuni
- Fungo attinia, Satirione, Fungo anemone
- (EN)  Starfish Stinkhorn, Sea Anemone Fungus

## Differenze con funghi simili
L'Aseroë rubra è simile in apparenza al più comune Clathrus archeri, che però non ha bracci muniti di tentacolini e gambo.
Assomiglia molto vagamente anche al Clathrus columnatus, che però ha tre grossi tentacoli rosso arancio uniti a formare una "banana forata".

## Altre notizie
Questo particolare fungo, frutto di un'evoluzione molto complessa, è considerato un segno distintivo dell'Australia.
Le forme gialle di Aseroë rubra crescono principalmente nel fondo della foresta di latifoglie mentre le fore arancioni nella segatura. Anche quelle bianche nella foresta. Sono state descritte anche forme rosa e bianche di Aseroë rubra.
Aseröe rubra è un membro della famiglia dei funghi stinkhorn, che è una famiglia separata dalle Clathraceae. La caratteristica principale di questa famiglia è la volva rigata e il velo universale. I principali nomi stranieri sono "Starfish Stinkhorn" e "Sea Anemone Fungus". Aseröe rubra è stata descritta in Nord America in un test micologico in un'area compresa tra la Carolina del Sud, Charleston e Columbia. Questo fungo è descritto in Tasmania dai botanici e dall'Entrecasteaux expedition che ha esplorato il territorio chiamato La Pérouse.